# Вершник з мису Артемісіон
«Вершник з мису Артемісіон» — бронзовий оригінал античної елліністичної грецької статуї, в натуральну величину зображає хлопчика-вершника, знайдений в 1928 році нирцями за губками в морі біля мису  Артемісіон (на півночі острова  Евбеї) разом зі  статуєю Посейдона в районі корабельної аварії. Окремі фрагменти статуї було знайдено ще через 8 років в 1937 році. Одна з найоригінальніших скульптур періоду еллінізму, що дійшли до наших днів.

## Знахідка

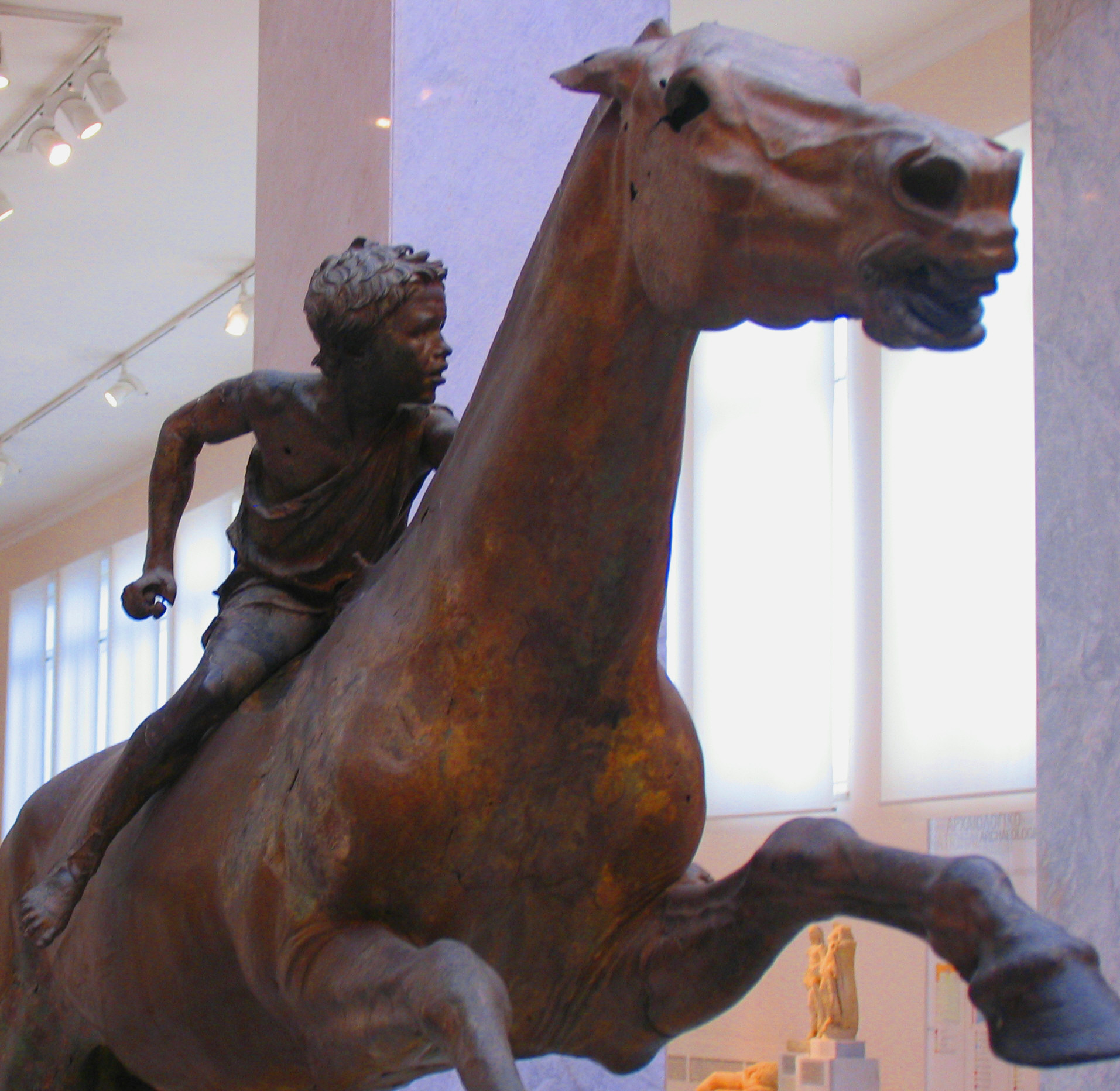

Це були рештки корабельної аварії римського судна початку I ст. н. е. Грецький флот почав дослідницьку операцію і витягнув ряд бронзових фрагментів, але припинив подальші роботи після загибелі одного з плавців від декомпресії. Залишки корабля знаходяться на глибині 40 метрів і більше не досліджувалася. У 1926 році було знайдено місце корабельної аварії і витягнуто ліву руку статуї Посейдона. Все інше було піднято в 1928 році.

## Опис
Дитина приблизно 10 років непропорційно маленького розміру (висота 0.84 м) у порівнянні з великим конем, мабуть, раб-жокей, сидить верхи без сідла (охлюпкою) на коні, який мчить в галопі. Судячи по жестах, вершник тримав в лівій руці віжки, а в правій хлист (не збереглися). До його босих ніг прив'язано шпори.
Можливо, що скульптури хлопчика і коня були виконані окремо; при реставрації висловлювалася думка, що це фрагменти двох різних скульптур, але залишки одягу хлопчика на тілі коня підтвердили рішення, що їх слід з'єднати. Реставрація скульптури, яка перебувала у вкрай поганому стані було завершено в 1972 році, і з тих пір вона виставлена в афінському музеї; до цього часу статуя була майже невідома публіці, і хлопчик експонувався окремо від коня.
Статуя є одним з небагатьох грецьких зображень скакових коней в скульптурі (поряд з  Дельфійським візником) і, ймовірно, була  присвятним даром, пожертвою якоїсь багатої людини на честь перемоги на бігах. Вивчення фізіогноміки хлопчика дозволяє припустити, що він, можливо, був ефіопом.
Дослідники захоплюються незвичайним натуралізмом цієї роботи: «вона нагадує бронзові скульптури часів Родена». Через велику кількість і розташування деталей аналогічна статуя не могла б бути виконана з мармуру, це доводить, що грецькі майстри по бронзі цілком відійшли від форм вираження, прийнятих у каменерізів.

## У культурі
- 1957 р., фільм «Хлопчик на дельфіні» ( Boy on a Dolphin[en]) з Софі Лорен.

#### Ресурси Інтернету
- Вікісховище має мультимедійні дані за темою: Вершник з мису Артемісіон